# Skircoat
Skircoat var en civil parish från 1866 till 1899 då den blev en del av Halifax och Sowerby Bridge, i grevskapet West Riding of Yorkshire (nu West Yorkshire), i England. Denna civil parish hade 13 136 invånare år 1891. Denna ward hade 13 396 invånare år 2021.